# Бетті-Енн Девісс
Бетті-Енн Девісс (уроджена Бетті-Енн Патт) — канадська акушерка, 45 років працює акушеркою (з 1976 року і до сьогодні), практикуючи в різних країнах на шести континентах, а також дослідниця соціальних наук і клінічній епідеміології понад 25 років. 
Вона є ад’юнкт-професором гендерних і жіночих досліджень Карлтонського університету, Оттава, Онтаріо, Канада (з 2008 року)  , і з 1980-х років викладає репродуктивні питання та політику щодо статі та здоров’я, працюючи над законодавством про акушерство в Північній Америці та за кордоном. 
Вона була співавтором великого проспективного когортного дослідження домашніх пологів сертифікованих професійних акушерок у Північній Америці, опублікованого в BMJ Британському медичному журналі (2005), до якого продовжують звертатися 500–800 разів на місяць, його результати були оприлюднені англійською, французькою, іспанською та німецькою мовами.
А також її дослідження використовуються у Всесвітньому звіті про післяпологову кровотечу, за часів її праці  в Міжнародній федерації гінекології та акушерства (FIGO)  (Lalonde та ін. 2006), яка продовжує використовуватися з оновленнями.
Вона була спів-головним дослідником та головним автором Франкфуртського дослідження, у якому порівнювалися вагінальні пологи, народжені матерями на спині порівняно з вертикальним положенням (Louwen та ін. 2017). 
Єдина в Канаді за останні два десятиліття, яка отримала офіційні привілеї лікарні для ведення пологів у тазовому передлежанні без переведення до лікарського відділення. 
Бетті-Енн брала участь у понад 170 запланованих вагінальних пологах за тазового передлежання і проводила семінари, обходи та/ або пленарних засідань про вагінальні тазові пологи у Європі, Африці, Північній та Південній Америці, Китаї, Індії, Австралії та Туреччині. 
Вона свідчила на 10 слуханнях щодо акушерства/судових справах і в 11 законодавчих процесах штату та 3 провінціях.

## Досвід акушерства
З 1970-х роках Бетті-Енн Девісс більше десяти років  працювала з місцевими акушерками в Ґватемалі [2] і декілька років (1975-1982) була акушеркою в сільській місцевості  Алабамі [3]. На початку 1980-х  приїхала до Оттави. Бетті-Енн є зареєстрованою акушеркою в лікарні «Монфор» в Оттаві, а також активною членкою Американського коледжу медсестер-акушерок ((ACNM)).[4]
У Ґватемалі, Афганістані (в 90-х роках , в афганських таборах для біженців) та Східній Європі, а також серед канадських інуїтів Девісс навчилася традиційним акушерським практикам і присвятила їм кілька етнографічних статей. Девісс висловлювала думку, що під час пологів західні жінки дедалі рідше дослухаються до власної інтуїції, і що найбагатше джерело знань про дітонародження — це традиційні акушерки Третього світу.[5] 1987 року вона виступила на конференції в Монреалі на підтримку корінних народів Канади, які хотіли повернутися до практики пологів, ближчої їхній рідній культурі. Така позиція вважалася проблематичною та зазнавала критики.[6]
Крім того, у 1990-х роках Бетті-Енн долучилася до створення законодавчої бази в Онтаріо та Квебеку[3], унаслідок чого професію акушерки вперше офіційно визнали у всіх канадських провінціях. 1999 року вона здобула ступінь магістра в Університеті Карлтона, захистивши соціологічну дисертацію, присвячену акушеркам у конфлікті між громадським рухом 1970-х років і законопроектом про легалізацію їхньої професії.[7] Наразі Девісс викладає історію акушерства в Інституті жіночих і гендерних досліджень Полін Джеветт при Карлтонському університеті.[3]
В 1993 року, в Онтаріо, Бетті-Енн офіційно зареєструвалася як акушерка, маючи за плечима відповідний 18-річний досвід. Тоді ж вона вперше отримала деякі привілеї в лікарнях: на той час вона вже не раз приймала малюків у тазовому передлежанні в різних країнах світу, тому в лікарні «Ріверсайд» в Оттаві їх дозволили робити те саме. 2004-2015 акушерка в лікарні Морфор, Оттава
Як провідна канадська акушерка Девісс була координаторкою проєкту Safe Motherhood Initiative (ініціатива «Безпечне материнство») Міжнародної федерації акушерів-гінекологів (FIGO), працювала в офісі Товариства акушерів-гінекологів Канади  (the Society of Obstetricians and Gynaecologists of Canada (SOGC)) та співавторкою одного з найбільших у Північній Америці проспективних досліджень на тему планових домашніх пологів із сертифікованими акушерками. Його результати були оприлюднені 2005 року у «Британському медичному журналі» англійською, французькою, іспанською та німецькою мовами.[8]
Найнята FIGO у 2004–2005 роках як керівник проекту для їхньої міжнародної ініціативи безпечного материнства, вона залишила цю посаду, коли проведене Канадою рандомізоване контрольоване дослідження тазових пологів змінило свої висновки на «Планове кесарів розтин не пов’язане зі зниженням ризику смерті або затримка нервового розвитку у дітей у віці двох років». Потім вона відвідала великі центри в Європі та Австралії, які продовжували виконувати та досліджувати вагінальні тазові пологи.
Основний науково-професійний інтерес Бетті-Енн — пологи за тазового передлежання.[8][2][9] У співавторстві з Френком Лувеном вона провела велике когортне дослідження вертикальних пологів за тазового передлежання у Франкфурті-на-Майні, яке 2016 року було оприлюднене в «Міжнародному журналі акушерів-гінекологів».[10] Інші її дослідження присвячені безпеці домашніх пологів[11][12][14][15] та післяпологовій кровотечі.[16]
Винахідниця акушерського прийому виведення голівки дитини, що народжуться за тазового предлежання на заміну щіпців, техника рука-щипці «Останній штрих» — це коли ти однією рукою береш, згинаєш та повертаєш голову дитини за тім‘ячко. Детально техніка описана у посібнику «Переосмислення фізіології вагінальних пологів за тазового передлежання: Науково обґрунтований посібник із найкращих прийомів та ведення» [18] (очікується переклад українською мовою)

## Дослідження вертикальних тазових пологів
З 2006 року, вже 16 років, науковим інтересом Бетті-Енн є вагінальні пологи за тазового предлежання. 
У 2008 році вона почала кілька разів на рік їздити туди-сюди зі своєї акушерської практики в Оттаві до Франкфуртського відділу в Інституті Університету Гете, ставши частиною франкфуртської команди, приймаючі вагінальні тазові пологи у вертикальному положенні, допомагаючи їм із їхніми протоколами, розробкою їх бази даних і статей про сідничні пологи та пологи багатоплідні пологи. Наразі вона єдина акушерка в Канаді (можливо, у Північній Америці), яка має привілеї робити заплановані вагінальні тазові пологи в лікарні без переведення під відповідальність лікаря, але вона хоче це змінити. Вона проводила семінари та презентації з тазових пологів в акушерських відділеннях або на конференціях в Аргентині, Австралії, Китаї, Чехії, Німеччині, Ірландії, Нідерландах, Норвегії та в США (у Денвері, Нью-Йорку, Портленді, Орегоні, Вашингтоні). ), а також у Канаді (у Калгарі, Монреалі, Оттава, Торонто, Ванкувер і Вінніпег) і виступаkf науковим координатором двох останніх міжнародних конференцій з тазових пологів  в Оттаві, Канада, і Вашингтоні, округ Колумбія. Вона відвідала більш ніж 170 планових вагінальних пологів у тазоваому предлежанні.
"Вивчаючи не тільки клінічні показники матері та дитини під час пологів, але й результати МРТ та дані програмного забезпечення для сегментації пацієнток, ми відчули себе новаторами у веденні пологів за тазового передлежання. Ми дослідили анатомію та фізіологію нормальних рухів малюка, який опускається тазом матері, і, працюючи над помилками стародавнього та сучасного акушерства, вдосконалили техніку прийняття вагінальних пологів за тазового передлежання, спираючись на фізіологію, а не на старі прийоми, які залишалися в акушерстві незмінними протягом майже століття.
Із 2006 року я збирала воєдино століття історії пологів за тазового передлежання та визначила п’ять бентежних тем:
1.      Свідоме ігнорування закону всесвітнього тяжіння.
2.      Прагнення медиків змагатися за славу, а медицини — применшувати навички та знання акушерок і породіль.
3.      Недооцінювання законів фізики та фізіології, коли йдеться про синергію між матір’ю та дитиною під час пологів. 
4.      Звичка понадміру покладатися на інструменти, зокрема попервах на щипці, без виваженого врахування їхнього руйнівного впливу на людські тканини, почуття гідності породіллі та її здатність використовувати власні можливості.
5.     400 років розвитку прийомів для пологів за тазового передлежання на спині… що спонукало й надалі змушувати породіль лежати на спині.
Найголовніше, що варто знати про більшість прийомів, розроблених у 1600–1950 роки — це те, що вони призначені для випадків, коли породілля лежить на спині. Лікарі не хочуть дозволяти жінкам народжувати стоячи, сидячи чи в положенні рачки, тому що, за їхніми словами, це заважало би використовувати ці прийоми. Та правда полягає в тому, що якби жінки народжували не на спині, старі прийоми й не були б потрібні.
Кілька разів мені випадало приймати домашні пологи за тазового передлежання, коли матері не хотіли їхати в пологовий. Я попереджала, що це не вітається, та все ж дослухалась до їхніх страхів і бажань. У мене жодного разу не виникло труднощів; я помітила, що дітям у тазовому передлежанні потрібно трохи більше часу, щоб оговтатись, але все завжди проходило успішно. 
Пошук найкращих європейських досліджень і способів ведення пологів за тазового передлежання.  За підтримки доктора Андре  Лалон, заступника виконавчого директора ТАГК (Товариства акушерів-гінекологів Канади)  (the Society of Obstetricians and Gynaecologists of Canada (SOGC)), Бетті-Енн довирішила відвідати всі відомі їй європейські заклади, у яких досі проводили та вивчали вагінальні пологи за тазового передлежання. Вона збиралася з’ясувати, як найкраще приймати такі пологи, та повернутися з цими знаннями в Канаду. Вона відвідала Берген, Норвегія; Париж, Франція, Франсуа Ґоффіне, керівника PREMODA ( паризький центр, який провів дослідження під назвою PREMODA (PREsentation et MODe d’Acouchement — «Передлежання та спосіб народження»),

Бетті-Енн проводила семінари та презентації з тазових пологів в акушерських відділеннях або на конференціях в Аргентині, Австралії, Китаї, Чехії, Німеччині, Ірландії, Нідерландах, Норвегії та в США (у Денвері, Нью-Йорку, Портленді, штат Орегон). , Вашингтон), а також у Канаді (в Калгарі, Монреалі, Оттаві, Торонто, Ванкувері та Вінніпезі) і виступав науковим координатором двох останніх міжнародних конференцій по пологах у сідничному відділі в Оттаві, Канада, та Вашингтоні, округ Колумбія. Вона також проводила цілоденні семінари в університеті Райерсона, а також великі раунди в лікарні Майкла Гаррона.
Історія конференції
У 2009 році Бетті-Енн організувала наукову програму для надзвичайно успішної дводенної конференції з питань тазових пологів та одноденного семінару з тазових пологів в Оттаві в 2009 році, які відвідали понад 250 акушерок, лікарів-акушерів і матерів. Загальну конференцію організувала невелика, але потужна Коаліція за тазові пологи в Оттаві . Це дійсно змінило Оттаву, тому що було важко ігнорувати експертів з усього світу, які говорили те ж саме: «Давайте знову зробимо вагінальні тазові пологи», але з НОВИМ ПІДХОДОМ.
Потім, знову з Бетті-Енн як науковим координатором і Коаліцією за тазові пологи на чолі з Робіном Гаєм, було організувано ще одну 2-денну тазову конференцію у Вашингтоні, округ Колумбія, у 2012 році.
У 2012 році команду Бетті-Енн запросили виступити на тазовій конференції в Сіднеї, до Мельбурна та Варрнамбул на південному узбережжі Австралії з Френком Лувеном і Джейн Еванс: Світ погоджується: сідничні пологи не є таким ризиком, яким вони були.
Зараз, нещодавно розроблені Канадські рекомендації щодо тазових пологів від Товариства акушерів і гінекологів Канади рекомендують вагінальні пологи як кращий варіант, якщо критерії відповідають.

## Опубліковані матеріали: книги, розділи у книгах, статті для медичних журналів та збірок
- Стаття Heeding Warnings from the Canary, the Whale, and the Inuit. A Framework for Analyzing Competing Types of Knowledge about Childbirth, [«Про що попереджають канарки, кити та інуїти? Рамковий аналіз конкурентних типів знань про пологи»] Midwifery Today Childbirth Educ, 1996 Winter, стор. 441–473
- Розділ у книзі Childbirth and Authoritative Knowledge. Cross-Cultural Perspectives [«Пологи та авторитетні джерела знань. Міжкультурні перспективи»], ред. Роббі Е. Девіс-Флойд, Керолайн Ф. Сарджент Розділ Intuition as Authoritative Knowledge in Midwifery and Home Birth [«Інтуїція як авторитетне джерело знань в акушерстві та домашніх пологах»] у співавторстві з Елізабет Девіс. У: , Видавництво Каліфорнійського університету, Берклі/Лос-Анджелес/Лондон, 1997, ISBN 978-0-520-20785-1, с. 315–349
- Стаття Heeding warnings ... from the canary, the whale, and the Jnuit, Part Two,  [«Про що попереджають ... канарки, кити та інуїти, Частина 2»] Midwifery Today Childbirth Educ, 1997 Summer;
- Стаття To the Editor: [«До редакції»] Kenneth C.Johnson, Betty-Anne Daviss, Journal SOGC Volume 20, Issue 9, August 1998, стор. 831-833
- Магістерська дисертація From Social Movement to Professional Midwifery Project: Are we Throwing the Baby Out with the Bath Water? [«Від громадського руху до професійного акушерського проекту: чи ми викидаємо дитину разом з водою?»]  Daviss BA  MA thesis, Graduate Department of Canadian Studies, Carleton University, Ottawa, 1999.
- Стаття Why Are Health Care Professionals Embarrassed to Be Connected With Social Movements? [«Чому медичні працівники соромляться бути пов’язаними з громадськими рухами?»] Daviss BA Alternative Futures and Popular Protest, eds. Barker, C. and Tyldesley, M., Conference Papers of the Sixth International Conference, Vol. 1, Manchester Metropolitan University, England, April 25-27, 2000.[6]
- Розділ у книзі Birth by design. Pregnancy, maternity care, and midwifery in North America and Europe [«Пологи за задумом. Вагітність, материнство та акушерство в Північній Америці та Європі»], ред. Раймон де Вріс та ін. Розділ Reforming Birth and (Re)Making Midwifery in North America [«Реформування пологів і пере(роз-)будова акушерства в Північній Америці»]., Routledge, Нью-Йорк, 2001, ISBN 0-415-92338-7, с. 70–87
- Стаття Studys Focus on Induction vs spontaneous labour neglects spontaneous delivery, Letter to the editor re Vaginal delivery after caesarean section. [«Дослідження зосереджені на індукції проти спонтанних пологів нехтують спонтанними пологами, лист до редактора про вагінальні пологи після кесаревого розтину»] Daviss BA, The British Medical Journal, (323), 1307, December 1, 2001.
- Стаття Vaginal delivery after caesarean section. Study's focus on induction v spontaneous labour neglects spontaneous deliver.  [«Вагінальні пологи після кесаревого розтину. Дослідження фокусується на індукції проти спонтанних пологів, нехтуючи спонтанними пологами»] Daviss BA, BMJ. 2001 Dec 1
- Стаття Vaginal delivery after caesarean section [«Вагінальні пологи після кесаревого розтину»]  Betty-Anne Daviss, K. C Johnson, I. M. Gaskin, BMJ Dec 2001
- Стаття Outcomes of planned home births in Washington State: 1989-1996.  [«Результати запланованих домашніх пологів у штаті Вашингтон: 1989-1996»] Johnson KC, Daviss BA., Obstet Gynecol. 2003 Jan
- Стаття Hungarian women unveil an ironic curtain,  [«Угорські жінки відкривають іронічну завісу»]  Midwifery Today Childbirth Educ, 2003 Winter;(68):48-51.
- Стаття Letter to the editor re Outcomes of Planned Home Births in Washington State: 1989-1996" [«Лист до редакції щодо результатів запланованих домашніх птахів у штаті Вашингтон: 1989-1996»]  Kenneth C.Johnson, Betty-AnneDaviss The American College of Obstetricians and Gynecologists (101), 1. Jan. 2003
- Стаття Results of the national study of vaginal birth after cesarean in birth centers. [«Результати національного дослідження вагінальних пологів після кесаревого розтину в пологових центрах»] Johnson KC, Daviss BA,.Obstet Gynecol. 2005 Apr
- Стаття Outcomes of planned home births with certified professional midwives: large prospective study in North America. [«Результати запланованих домашніх пологів із сертифікованими професійними акушерками: велике проспективне дослідження в Північній Америці», в пер. українською] Johnson KC, Daviss BA., BMJ, 2005 Jun 18;
  - Español: Hallazgos en Partos Domiciliarios Planificados Atendidos por Certified Professional Midwives (Parteras Profesionales y Certificadas): Estudio largo y prospectivo en Norte América
  - Français: Les résultats des accouchement à domicile planifiés avec des sages-femmes professionnelles certifiées : grande étude prospective en Amérique du Nord Johnson KC, Daviss BA. Michèle Matte, BMJ. 2005
  - Deutsch: Resultate einer großräumigen nordamerikanischen Studie über geplante Hausgeburten mit staatlich geprüften und anerkannten Hebammen Johnson KC, Daviss BA., BMJ, 2005
- Стаття Neonatal Mortality Risks Similar in Careful Comparison of the CPM2000 and the 2004 U.S. Neonatal Mortality among Term Births to non-Hispanic White Women A FOLLOW-UP ON: Johnson, K.C., Daviss, B.A., 2005. Outcomes of planned home births with certified professional midwives: large prospective study in North America. British Medical Journal 330, 1416. June 18th, 2005   [«Ризики неонатальної смертності подібні в ретельному порівнянні CPM2000 і неонатальної смертності США 2004 року серед доношених пологів білих жінок неіспаномовного походження»] Kenneth C. Johnson, Betty-Anne Daviss, BMJ
- Стаття Postpartum hemorrhage today: ICM/FIGO initiative 2004-2006.  [«Післяпологова кровотеча сьогодні: ініціатива ICM/FIGO 2004-2006»] Lalonde A, Daviss BA, Acosta A, Herschderfer K.Int J Gynaecol Obstet. 2006 Sep;
- Розділ у книзі  Mainstreaming Midwives. The Politics of Change [«Інтеграція акушерок. Політика змін»], ред. Роббі Е. Девіс-Флойд, Крістін Барбара Джонсон Розділ From Calling to career. Keeping the Social Movement [«Від покликання до кар’єри. Збереження громадського руху»], Routledge, Нью-Йорк/Лондон, 2006, ISBN 978-0-415-93151-9, с. 413–446
- Стаття Evidence used, evidence ignored: The case of home birth policy [«Використані докази, докази проігноровані: випадок політики домашніх пологів»] Betty-Anne Daviss, Kenneth C. Johnson, Conference Paper: 135st APHA Annual Meeting and Exposition 2007, Nov
- Стаття Safety of planned out-of-hospital birth similar to low-risk hospital birth in California: A large retrospective cohort study [«Безпека запланованих позалікарняних пологів, подібних до пологів у лікарні з низьким ризиком у Каліфорнії: велике ретроспективне когортне дослідження»] Peter Schlenzka, Kenneth C. Johnson, Betty-Anne Daviss, Conference Paper: 136st APHA Annual Meeting and Exposition 2008, Oct
- Стаття Neonatal mortality and prematurity: Comparison of 5,418 planned home births with full-term hospital births in the USA [«Неонатальна смертність і недоношеність: порівняння 5418 запланованих домашніх пологів з доношеними пологами в лікарні в США»]  Betty-Anne Daviss, Kenneth C. Johnson, Conference Paper: 136st APHA Annual Meeting and Exposition 2008, Oct
- Методичний посібник (щорічні зміни) Rethinking The Physiology of Vaginal Breech Birth: Manual of Best Evidence-Based Management and Manoeuvres [5][«Переосмислення фізіології вагінальних пологів за тазового передлежання: Науково обґрунтований посібник із найкращих прийомів та ведення»], 1 видання - 2008; 14 видання - 2022, 96 с.
- Стаття Birth Models That Work [«Моделі народження, які працюють»], Betty-Anne Daviss, Conference Paper: 137st APHA Annual Meeting and Exposition 2009, Nov
- Стаття Searching for a benchmark for cesarean section rates: Let's not forget the healthy mother [«Пошук орієнтиру для показників кесаревого розтину: не забуваймо про здорову матір»] Betty-Anne Daviss, Kenneth C. Johnson, Conference Paper: 137st APHA Annual Meeting and Exposition 2009, Nov
- Розділ у книзі Birth Models That Work [«Дієві моделі народження»], ред. Роббі Е. Девіс-Флойд, Леслі Барклі, Джен Тріттен, Розділ "Висновки" Видавництво Каліфорнійського університету, Бекрлі, 2009, ISBN 978-0-520-94333-9 (pp.441-462) [7]
- Стаття Breech birth is coming back to Canada and could to a hospital near you [«Пологи в тазоваму предлежанні повертаються до Канади і можуть бути перенесені в лікарню поблизу вас»]  Betty-Anne Daviss Kenneth C. Johnson Conference Paper: 138st APHA Annual Meeting and Exposition 2010, Nov
- Стаття Recent Home Birth Evidence: Publications, Politics and Social Justice [«Останні свідчення щодо народження вдома: публікації, політика та соціальна справедливість»] Kenneth C. Johnson, Betty-Anne Daviss, Conference Paper: 138st APHA Annual Meeting and Exposition 2010, Nov
- Стаття Evolving evidence since the term breech trial: Canadian response, European dissent, and potential solutions. [«Еволюція доказів після Дослідження строків бріч (пологів при тазовому передлежанні): реакція Канади, незгода Європи та потенційні рішення»] Daviss BA, Johnson KC, Lalonde AB.J Obstet Gynaecol Can. 2010 Mar;
- Стаття Planned home and hospital births in South Australia, 1991-2006: differences in outcomes.  [«Заплановані домашні та лікарняні пологи в Південній Австралії, 1991-2006 рр.: відмінності в результатах»] Johnson KC, Daviss BA. Med J Aust. 2010 Jun 21
- Стаття Home v hospital birth. Recent meta-analysis is misleading. [«Пологи вдома проти лікарні. Недавній метааналіз вводить в оману»] Daviss BA, Johnson KC.BMJ. 2010 Aug
- Стаття Economic case for midwifery care and home birth: Large savings from lower prematurity and cesarean rates [«Економічне обґрунтування акушерського догляду та домашніх пологів: велика економія завдяки зниженню частоти передчасних пологів і кесаревого розтину»] Conference Paper 139st APHA Annual Meeting and Exposition 2011, Oct
- Стаття International data demonstrate home birth safety. [«Міжнародні дані демонструють безпеку домашніх пологів»] Johnson KC, Daviss BA., Am J Obstet Gynecol. 2011 Apr
- Стаття Does pregnancy and/or shifting positions create more room in a woman's pelvis? [«Чи створює вагітність і/або зміна пози більше місця в тазу жінки?»] Reitter A, Daviss BA, Bisits A, Schollenberger A, Vogl T, Herrmann E, Louwen F, Zangos S. Am J Obstet Gynecol. 2014 Dec
- Стаття Does breech delivery in an upright position instead of on the back improve outcomes and avoid cesareans?  [«Чи покращують результати пологів у сідничному передлежанні вертикальне положенні, а не на спині, і чи дозволяють уникнути кесаревого розтину?»] Louwen F, Daviss BA, Johnson KC, Reitter A. Int J Gynaecol Obstet. 2017 Feb
- Стаття Mode of birth in twins: data and reflections. [«Спосіб народження двійні: дані і роздуми»]  Reitter A, Daviss BA, Krimphove MJ, Johnson KC, Schlößer R, Louwen F, Bisits A.J Obstet Gynaecol. 2018 May
- Розділ у книзі Birthing Models on the Human Rights Frontier Speaking Truth to Power [«Моделі народження на кордоні прав людини Говорячи правду владі»] Бетті-Енн Девис, Робби Девис-Флоид, Routledge, 486 с. 2021 ISBN 9780367357924
  - “To Bring Back Birth is to Bring Back Life” [«Повернути тазові пологи означає повернути життя»] Бренда Епоо, Кім Мурхаус, Меггі Таяра, Дженніфер Стоніер, Бетті-Енн Девісс. Розділ у книзі: Моделі народження на кордоні прав людини (стор. 75-109)
  - Bringing Back Breech [«Повернення тазових пологів»], Betty-Anne Daviss, Andrew Bisits. Розділ у книзі: Моделі народження на кордоні прав людини (стор. 145-183)
  - What Made her Think She Could Win in Court? [«Що змусило її думати, що вона зможе виграти суд?»] Betty-Anne Daviss. Розділ у книзі: Моделі народження на кордоні прав людини (стор. 184-204)
  - What if another 10% of Deliveries in the United States Occurred at Home or in a Birth Center? [«Що робити, якщо ще 10% пологів у Сполучених Штатах відбулися вдома чи в пологовому центрі?»] David A Anderson Betty-Anne Daviss Kenneth C. Johnson. Розділ у книзі: Моделі народження на кордоні прав людини (стор.205-228)
  - Are Top Down or Grassroots’ Solutions Better in Conflict Areas? [«Рішення «зверху вниз» чи «масові» кращі в зонах конфлікту?»] Розділ у книзі: Моделі народження на кордоні прав людини (стор. 285-312)
- Стаття Pivoting to Childbirth at Home or in Freestanding Birth Centers in the US During COVID-19: Safety, Economics and Logistics. [«Перехід до пологів вдома або в автономних пологових центрах у США під час COVID-19: безпека, економіка та логістика»] Daviss BA, Anderson DA, Johnson KC. Front Sociol. 2021 Mar 26;
- Стаття When the Masks Come Off in Canada and Guatemala: Will the Realities of Racism and Marginalization of Midwives Finally Be Addressed? [«Коли в Канаді та Гватемалі знімуть маски: чи будуть нарешті вирішені реалії расизму та маргіналізації акушерок?»]  Daviss BA, Roberts T, Leblanc C, Champet I, Betchi B, Ashawasegai A, Gamez L. Front Sociol. 2021 Jul 14;
- Стаття Upright breech birth: New video research risks reviving Friedman's curse Birth, [«Народження у вертикальному положенні: Нове відеодослідження ризикує відновити прокляття Фрідмана»] Daviss BA, Johnson KC.  Mar;49(1):11-15. doi: 10.1111/birt.12585. Epub 2021 Dec 1.
- Розділ у книзі Sustainable Birth in Disruptive Times, Series: Global Maternal and Child Health  скачати повний текст англ. [«Стале народження в руйнівні часи (Глобальне здоров’я матері та дитини)»] Kim Gutschow, Robbie Davis-Floyd, Betty-Anne Daviss,  March 2021, 317 p  ISBN: 978-3-030-54775-2 ISBN 13: 9783030547745
  - Bringing Back Breech by Reframing the Language of Risk,  [«Повернення тазових пологів шляхом переформатування мови ризику»] Betty-Anne Daviss, Anita Hedditch, Vijaya Krishnan, Helen Dresner Barnes. Розділ у книзі: Стале народження в руйнівні часи (стор. 43-60)
  - Conclusion: Sustainable Maternity Care in Disruptive Times [«Висновок: стале материнство у складні часи»] Kim Gutschow, Robbie Davis-Floyd, Betty-Anne Daviss. Розділ у книзі: Стале народження в руйнівні часи (стор. 295-308)
- Стаття Birth certificate study comparing United States birth centers to hospitals: conclusions exceed the evidence  [«Дослідження свідоцтв про народження, яке порівнює пологові центри США з лікарнями: висновки перевершують докази» в укр. пер] Johnson KC, Daviss BA, Am J Obstet Gynecol. 2022 Apr;